# Expert Gamer
Az Expert Gamer (gyakran XG-nek rövidítve) egy amerikai székhelyű videójátékokkal foglalkozó magazin volt, amit a Ziff Davis adott ki 1998 augusztusától 2001 októberéig. Az újságból összesen harminckilenc lapszám jelent meg. A magazin tartalmának nagy részét stratégiai útmutatók és csalókódok töltötték meg, tesztek egyáltalán nem voltak benne és egyéb tartalmak is csak ritkán.

## Története
Az Expert Gamers gyökerei 1994 júliusára vezethető vissza amikor a népszerű Electronic Gaming Monthly elindította spin-off magazinját, az EGM²-őt. Az EGM2 lényegében egy „újabb EGM”, tesztek nélkül és nagyobb hangsúllyal az import játékok felé. Az újságból összesen negyvenkilenc lapszám jelent meg, az utolsó 1998 júliusában.
1998 augusztusától az EGM2-ből Expert Gamer lett, és a magazin központjában a hírek és előzetesek helyét a stratégiai útmutatók és egyéb trükkök vették át. Az eltérő név ellenére az XG folytatta az EGM2 számozási rendszerét. Az újság Expert Gamer-ré való átalakulását egy kihajtható borítóval harangozták be azt ötvenedik számban. A stratégiai útmutatók tartalma hasonló volt, azonban tisztább stílusban tették ezeket közzé.
Ebben a lapszámban az összes szerkesztőt úgy mutatták be, mintha azok valamilyen kitalált verekedős videójáték szereplői lennének. Mindegyikük jelmezbe öltözött és leírták melléjük a támadásaik „mozgási listáját”.
Az magazin későbbi évei felé International visszatért az Expert Gamer-hez nem csak import játékokat, de anime rovatot is magával hozva.
Az XG-nek összesen harminckilenc lapszáma jelent meg, az utolsó 2001 októberében.
2001 novemberében az XG felvette végleges alakját, a GameNOW-t. Ekkor több szerkesztő is eltávozott az újság munkatársai közül. Ugyan a GameNOW-ban is sok trükköt és stratégiai útmutatót tettek közzé, azonban a figyelmük inkább a részletes előzetesekre és tesztekre összpontosult.
A számozási rendszert elölről kezdték a GameNOW-nál, az utolsó lapszáma 2004 januárjában jelent meg.